# Наскальные рисунки в Альте

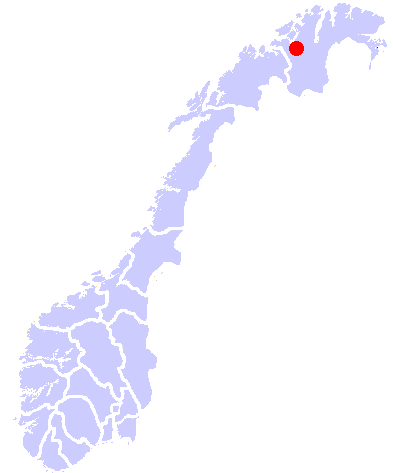
Алта на карте Норвегии

Наскальные рисунки в Альте, или петроглифы в Альте — часть археологического музея в городе Альта (в другом написании — Алта) в фюльке Тромс-ог-Финнмарк на севере Норвегии.
С момента обнаружения первых петрографов, которые были открыты в 1972 году, более чем 5000 наскальных рисунков были найдены на нескольких участках вокруг Альты. В местечке Jiepmaluokta, который находится примерно в четырёх километрах от Альты, находится около 3000 различных рисунков. Сейчас это место превращено в музей под открытым небом. 3 декабря 1985 года петроглифы в Альте были занесены в список всемирного наследия ЮНЕСКО. Это единственный в Норвегии памятник доисторического периода, занесённый в список Всемирного наследия.
В целом в Норвегии известно несколько десятков памятников с петроглифами каменного века, в том числе в Мёллерстуфоссене, Теннесе и ряд других.
Самые ранние петроглифы в районе Альты датируются примерно 4200 г. до н. э., а самые поздние — примерно 500 г. до н. э., хотя некоторые исследователи считают, что наскальные рисунки появлялись здесь вплоть до 500 года н. э. Широкое разнообразие изображений говорит о культуре охотников-собирателей, которые умели управлять стадами оленей, строить лодки и заниматься рыболовством, а также практиковали шаманские обряды. Не так много известно о культуре, которая произвела эти рисунки, хотя предполагают, что люди, сделавшие эти рисунки, были потомками культуры Комса. Некоторые исследователи также убеждены в том, что саамы являются потомками этих древних резчиков по камню.

## Культурный и исторический фон
В то время, когда рисунки были созданы, северная часть Норвегии была населена охотниками-собирателями, которые считались потомками культуры Комса, археологической культуры охотников и собирателей эпохи позднего палеолита и раннего мезолита, которые распространились вдоль норвежского побережья, занимая территории, которые освобождались отступающими ледниками в конце ледникового периода, примерно 8000 до н. э. По наскальным рисункам Альты, которые создавались на протяжении почти 5000 лет, можно проследить множество культурных изменений, в том числе изобретение металлических инструментов, а также достижения в таких областях, как судостроительство и усовершенствование методов рыбной ловли. Наскальные рисунки, особенно, самого раннего периода, показывают большое сходство с петрографами из северо-западной части России. Таким образом, можно сделать вывод о возможном контакте между параллельно развивавшимися культурами на обширных пространствах крайнего Севера Европы.
Взаимосвязь культуры, создавшей наскальные рисунки Альты, и культурами Комса и саамов не до конца ясна. Так, например, известно, что экономика Комса базировалась исключительно на охоте на тюленей, однако, ни одного изображения тюленя в окрестностях Альты не найдено. Вместе с тем, поскольку обе культуры сосуществовали практически в одном и том же географическом районе на протяжении почти двух тысяч лет, в той или иной форме контакты между культурами являются весьма вероятными. Связь с саамской культурой представляется тем более вероятной, что многие традиционные декоративные элементы на саамских орудиях труда и музыкальных инструментах имеют существенно сходство с некоторыми наскальными рисунками из Альты.
Петроглифы в Альте были созданы с использованием зубила из кварцита и молота из более твёрдых пород. Возможные образцы долота были обнаружены на всей территории вокруг Альты, и выставляются в музее Альты. По-видимому, каменное долото использовалось здесь даже после изобретения металлических инструментов.
Из-за эффекта поднятия поверхности после отступления ледника вся Скандинавия поднималась над уровнем моря, после конца ледникового периода. Хотя этот эффект по-прежнему заметен и сегодня (рост происходит со скоростью около 1 см в год), он, как полагают, раньше шёл гораздо более быстрыми темпами. Возможно, в те времена, когда петроглифы Альты были созданы, этот подъем земной коры был заметен в течение жизни одного поколения. Считается, что большинство из петроглифов были изначально расположены непосредственно на береговой линии и постепенно переместились на несколько десятков метров от моря из-за поднятия уровня суши.

## Открытие и реставрация

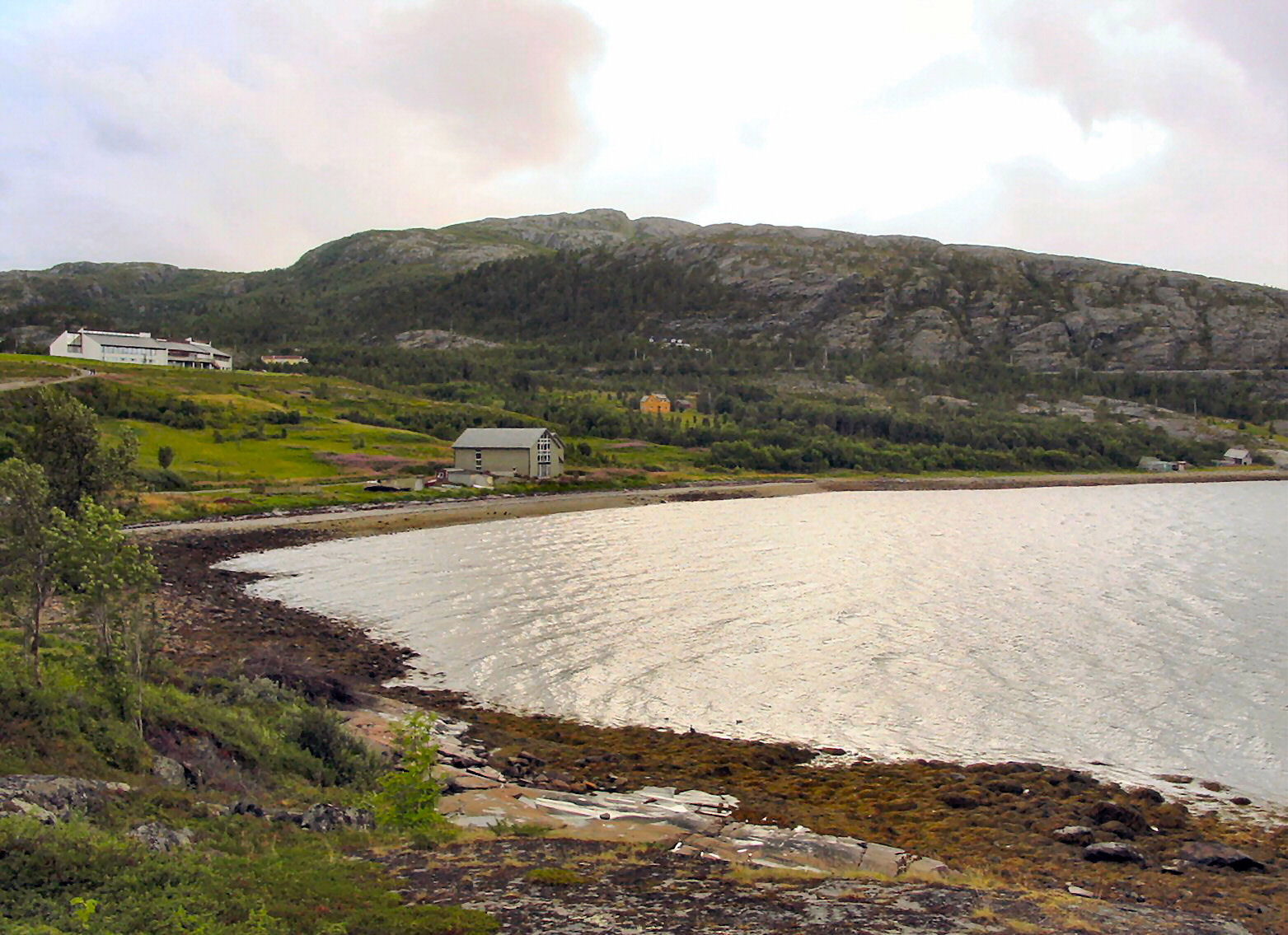
Слева здание музея. Петроглифы находятся вдоль тропы от музея к пляжу.

Первые рисунки были обнаружены осенью 1972 года в районе Jiepmaluokta (на саамском языке название означает «залив тюленей»), около 4 километров от центра города Альта. В течение 1970-х годов многие другие петроглифы были открыты по всей окрестности вокруг Альта. Основная масса петроглифов располагается вокруг Jiepmaluokta (из около 5000 известных рисунков, здесь находятся более 3000). Система деревянных настилов общей протяженностью около 3 километров была построена в Jiepmaluokta во второй половине 1980-х годов, и музей Альта был переведен из центра города в район расположения петроглифов в 1991 году. Несмотря на то, что вокруг Альта существуют другие известные скопления петрографов, Jiepmaluokta остается единственным общедоступным местом.
Большинство скал вокруг Альта заросло мхами и лишайниками. После обнаружения первых петрографов, начали бережно удалять эти наросты со скал и камней, чтобы отыскать новые рисунки, скрытые от глаз человека. Когда обнаруживаются новые петроглифы, их фотографируют и заносят в базу данных. В большинстве случаев никаких специальных мер предосторожности, чтобы сохранить наскальные рисунки видимыми, не предпринимается (помимо запрета на проведение строительных работ на территории). Особый уход за петрографами не является необходимым, поскольку они в целом достаточно глубоко врезаются в поверхность. Только в районах, доступных для туристов, петроглифы заполнены специальной красной охрой для их лучшей визуализации.

## Музей Альта
Альта Музей экспонирует находки, связанных с культурой, которая создала петроглифы, а также несколько экспозиций связанных с саамской культурой и историей района Альта во время Второй мировой войны. В 1993 году музей Альты получил почётное звание «Европейский музей года».

## Изображения и их интерпретация

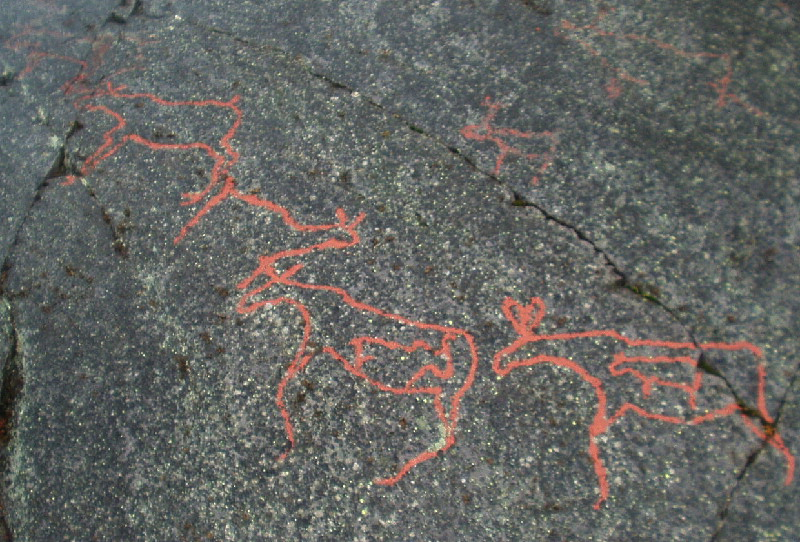
Две беременные самки с видимым плодом внутри.

Поскольку не существует никаких письменных источников периода создания петрографов, нет способов узнать какие цели преследовали создатели наскальных рисунков и что стимулировало их создание.
Возможно, они использовались в шаманских обрядах, обозначали границы территорий племен, представляют собой запись важнейших событий в истории племени или даже были простейшей формой искусства, то есть служили эстетической цели. Так как отдельные рисунки показывают такие разные образы и были созданы в течение очень длительного периода времени, представляется вероятным, что петроглифы могли бы служить любой из целей, перечисленных выше. Некоторые из наиболее распространенных типов изображений перечислены ниже:

### Животные
На скальных рисунках можно найти широкий спектр животных. Среди них преобладает изображение оленей, зачастую они объединены в большие стада, на которые ведется охота. Изображения оленей за забором, по-видимому, указывают на то, что определенный контроль над этими животными существовал с давних времен. Кроме оленей часто можно найти изображения лосей, различных видов птиц и рыб. Беременные животные часто изображались с плодом видимым внутри своей матери.

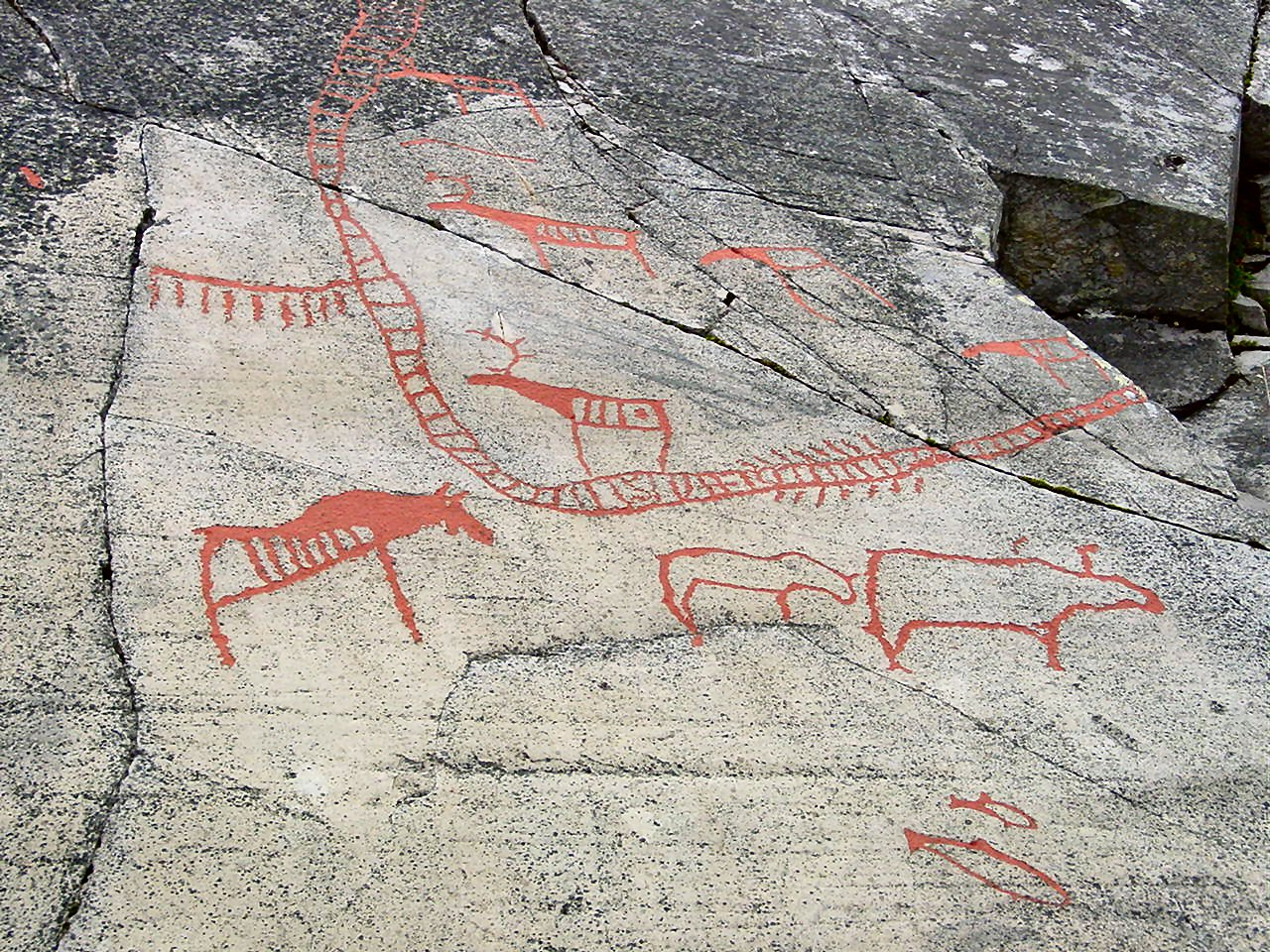
Петроглифы с изображением заборов, по-видимому, указывают на то, что процесс одомашнивания животных был свойственен и Скандинавии.

Кажется странным, что в соответствии с археологическими находками, от 30 до 95 % рациона питания доисторических людей составляли дары моря, однако сцены рыбной ловли встречаются только в 1 % известных петрографов. Возможные объяснения этого факта в том, что рыбный промысел в прибрежных водах являлся гораздо менее сложным и опасным, чем охота на крупных животных, и поэтому ритуалы обеспечивающие успех не рассматривались рыбаками как необходимые или в том, что животные играли большую роль в культах и имели большее религиозное значение, поэтому и изображались намного чаще.

#### Медведи
Медведь, по-видимому, играл особую роль в культуре доисторических людей: они занимают важное место на многих наскальных рисунках и часто изображаются не только в качестве животных, на которых ведется охота, но также часто можно найти петроглифы, из которых можно сделать выводы, что медведь был символом поклонения (что представляется весьма вероятным, поскольку культ медведя известен во многих древних культурах северо-запада России, а также в саамской культуре). В то время как пути движения остальных животных и людей горизонтальны, только изображения медведей вертикальны, как бы пересекая треки других животных. Это позволило некоторым исследователям предположить, что медведи, возможно, были в той или иной мере связаны с культом о загробной жизни (или смерти в целом), так как вертикальное направление рисунков медведей, как представляется, указывают на способность медведей пройти между различными слоями мира. Изображения медведей, исчезают к 1700 до н. э., что, возможно, указывают на изменения в религиозных верованиях того времени.

### Сцены охоты и рыбалки

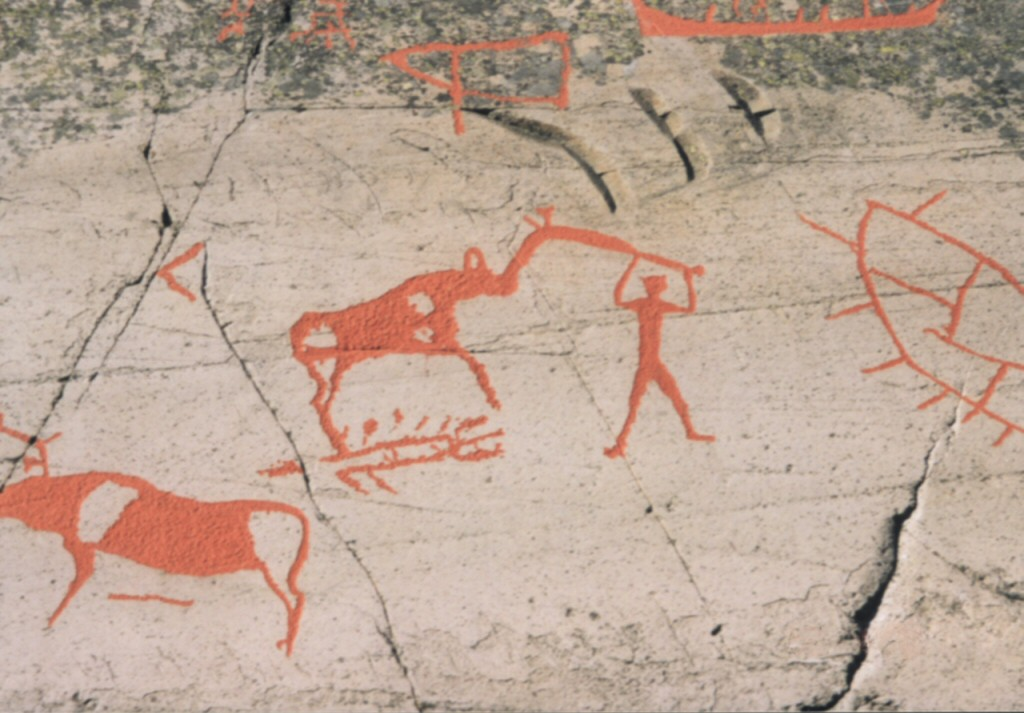
Охота на лося. Эта сцена имеет альтернативное истолкование — шаман общается с животными.

Подавляющее большинство сцен, изображающих людей, показывают охотников преследующих свою добычу. Эти сцены традиционно связываются с обрядами подготовки к охоте, хотя современные исследователи склоняются к более сложному объяснения и считают, что изображения различных охотничьих и рыболовных сцен представляют символы отдельных племен, а взаимодействие между ними — это существующие или желаемые межплеменные отношения. Изображения копья или лука со стрелами можно обнаружить с самого раннего периода, что свидетельствует о том, что использование таких инструментов известно с ранних времен. Кроме того, рыбаки часто изображаются использующими удочки, что свидетельствует о том, что метод создания рыболовных крючков и использование наживки был известен этим резчикам по камню.
Особый интерес представляет рисунки лодок: в то время как небольшие рыбацкие лодки появляются с самых ранних петрографов, позже появляются всё более крупные суда, некоторые из которых перевозят до 30 человек и украшены изображениями животных на носовой и кормовой частях, напоминая драккары викингов. Это, наряду с тем фактом, что подобные изображения больших лодок были обнаружены в прибрежных районах на юге Норвегии, по-видимому, указывает на возможность дальних путешествий вдоль побережья на данных лодках.

### Сцены из повседневной жизни и сцены обрядов
Особенно трудно судить о смысле наскальных рисунков с изображениями людей; сцены показывающие танцы, приготовление еды или половые взаимоотношения могут также быть изображением соответствующих обрядов. Кроме того, даже если эти рисунки на самом деле изображают эпизоды из повседневной жизни, остается непонятным, почему эти конкретные сцены были высечены в камне. Изображения половой жизни могут быть связаны с обрядом плодородия, сцены, которые показывают приготовления пищи, возможно, были призваны обеспечить изобилие пищи. Некоторые сцены показывают людей с особым социальным статусом, о чём свидетельствует своеобразные головные уборы, а также более заметное расположение носителей этих головных уборов среди своих собратьев. Возможно, это священники, шаманы или правители племени. Если предположение верно, и это действительно правители племени, то эти петроглифы можно трактовать как запись исторических событий, связанных с племенем, таких как приход к власти правителя, его свадьба или установка отношений с другими племенами.

### Геометрические символы
Самые загадочные петроглифы — это набор геометрических символов, которые были найдены среди самых старых наскальных рисунков в этом районе. Некоторые из этих объектов имеют округлую форму и окружены по периметру другими объектами, также встречаются сложные структуры, состоящие из вертикальных и горизонтальных линий.
Хотя некоторые из этих объектов могут изображать простейшие орудия труда или схожие объекты (например, скопления вертикальных и горизонтальных линий трактуют как рыболовную сеть), всё же большинство из этих символов остаются необъяснимыми.

## Галерея

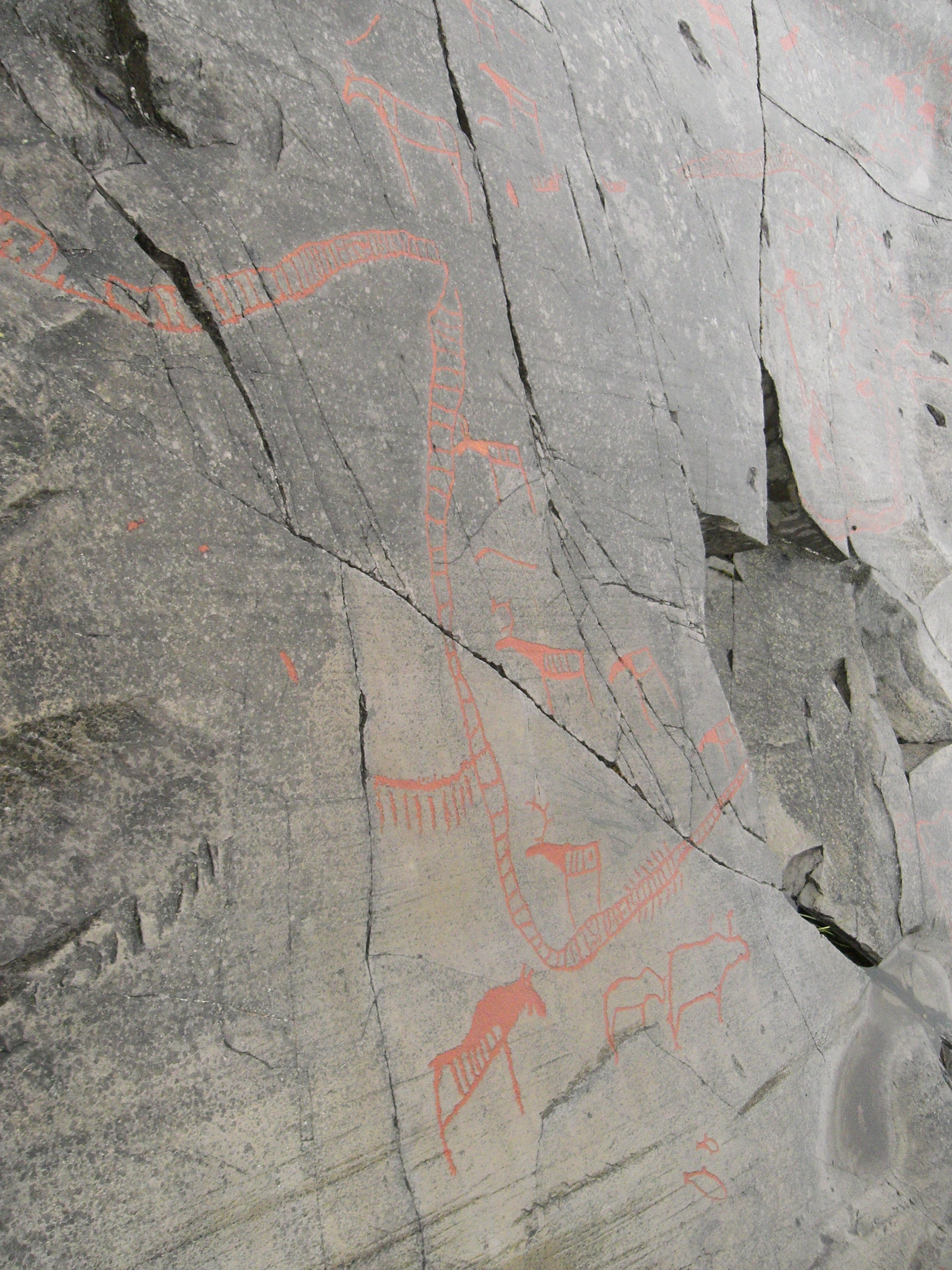
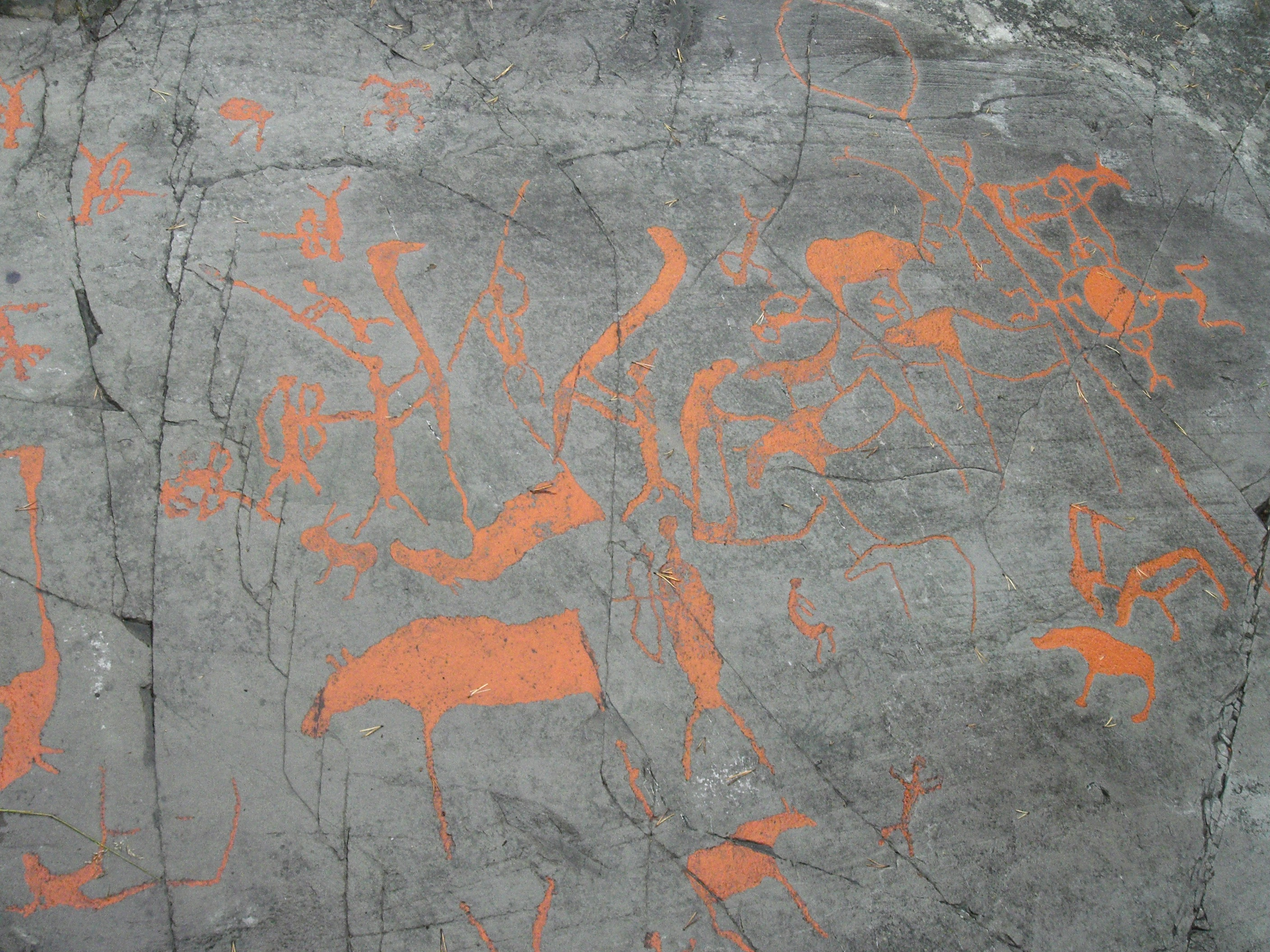
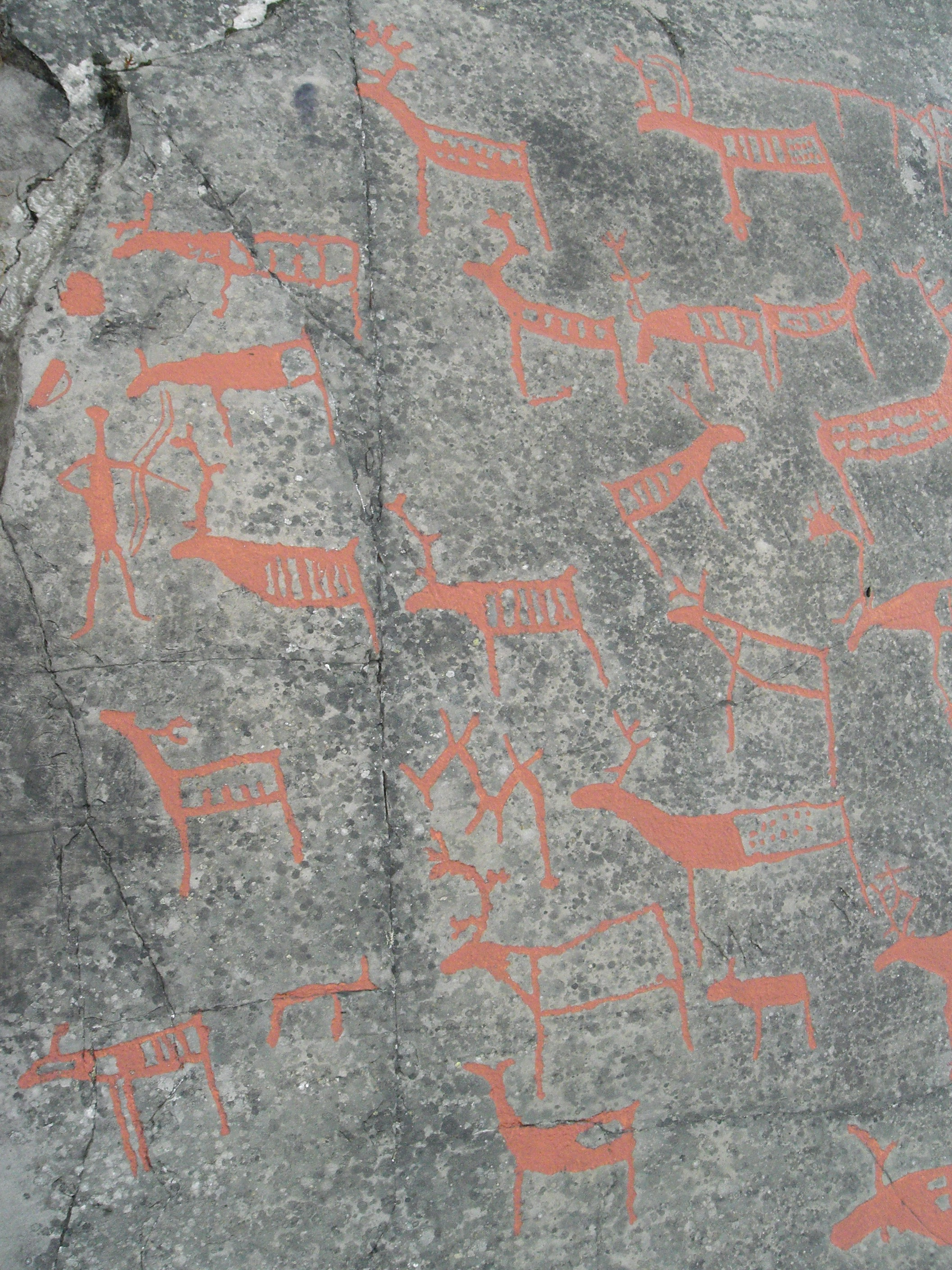